# ألكسندر أيلين
ألكسندر أيلين (بالروسية: Александр Васильевич Ильин)‏ (5 فبراير 1993 في روسيا - ) هو لاعب كرة قدم روسي في مركز الوسط. لعب مع دينامو موسكو وسبارتاك موسكو ونادي دينامو سانت بطرسبرغ ‏ وسخالين يوجنو ساخالينسك ‏.

## وصلات خارجية
- ألكسندر أيلين على موقع قاعدة بيانات كرة القدم.إي يو (الإنجليزية)
- ألكسندر أيلين على موقع Soccerway.com (الإنجليزية)
- ألكسندر أيلين على موقع عالم كرة القدم.نت (الإنجليزية)